# Niigata prefektúra

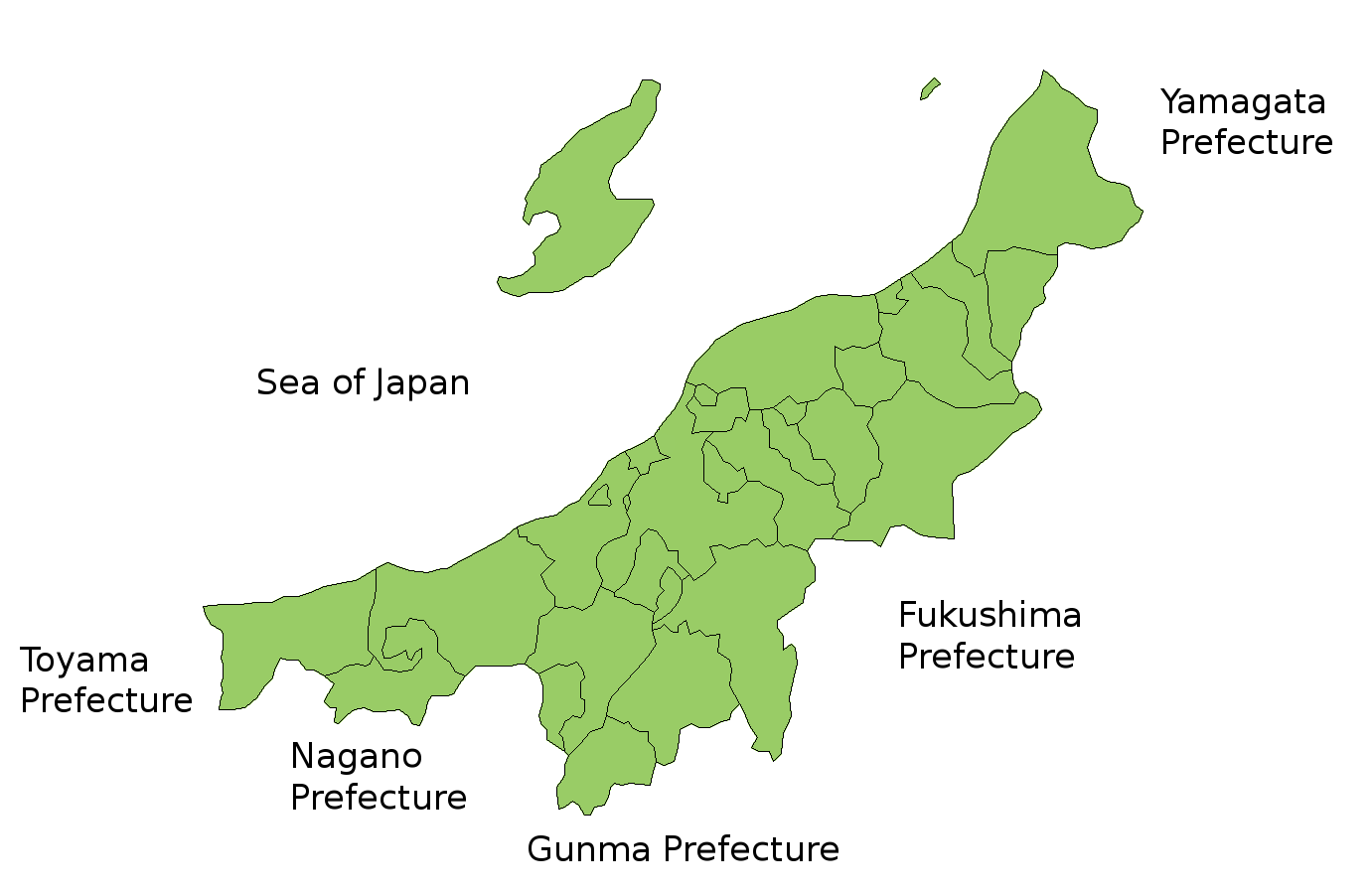
Niigata prefektúra térképe

Niigata prefektúra (新潟県; Hepburn: Niigata-ken) Japánban, a Honsú szigeten, Csúbu régióban fekszik. Székhelye Niigata.

## Városok
20 város található ebben a prefektúrában.
| - Agano - Goszen - Itoigava - Dzsóecu - Kamo - Kasivazaki - Minamiuonuma - Micuke - Murakami - Mjókó | - Nagaoka - Niigata (székhely) - Odzsija - Szado - Szandzsó - Sibata - Tainai - Tókamacsi - Cubame - Uonuma |

## Kisvárosok és falvak
| - Higasikanbara körzet - Aga - Ivafune körzet - Avasimaura - Szekikava - Kariva körzet - Kariva - Kitakanbara körzet - Szeiró | - Minamikanbara körzet - Tagami - Minamiuonuma körzet - Juzava - Nakauonuma körzet - Cunan - Nisikanbara körzet - Jahiko - Szantó körzet - Izumozaki |